# Hypomicrogaster laurae
Hypomicrogaster laurae är en stekelart som först beskrevs av De Saeger 1944.  Hypomicrogaster laurae ingår i släktet Hypomicrogaster och familjen bracksteklar. Inga underarter finns listade i Catalogue of Life.